# Chastelnòu de Ròse
Chastèunòu (del Ròse) (en francès Châteauneuf-du-Rhône) és un municipi francès situat al departament de la Droma i a la regió d'Alvèrnia-Roine-Alps. L'any 2007 tenia 2.236 habitants.

## Demografia

### Població
El 2007 la població de fet de Châteauneuf-du-Rhône era de 2.236 persones. Hi havia 935 famílies de les quals 263 eren unipersonals (149 homes vivint sols i 114 dones vivint soles), 291 parelles sense fills, 295 parelles amb fills i 86 famílies monoparentals amb fills.
La població ha evolucionat segons el següent gràfic:
Habitants censats

### Habitatges
El 2007 hi havia 1.084 habitatges, 950 eren l'habitatge principal de la família, 49 eren segones residències i 85 estaven desocupats. 832 eren cases i 232 eren apartaments. Dels 950 habitatges principals, 621 estaven ocupats pels seus propietaris, 290 estaven llogats i ocupats pels llogaters i 39 estaven cedits a títol gratuït; 36 tenien una cambra, 58 en tenien dues, 130 en tenien tres, 297 en tenien quatre i 429 en tenien cinc o més. 726 habitatges disposaven pel capbaix d'una plaça de pàrquing. A 398 habitatges hi havia un automòbil i a 474 n'hi havia dos o més.

### Piràmide de població
La piràmide de població per edats i sexe el 2009 era:
| Homes | Edats   | Dones |
| ----- | ------- | ----- |
| 0     | 95 o +  | 0     |
| 8     | 90 a 94 | 8     |
| 8     | 85 a 89 | 16    |
| 0     | 80 a 84 | 20    |
| 32    | 75 a 79 | 28    |
| 36    | 70 a 74 | 56    |
| 56    | 65 a 69 | 44    |
| 44    | 60 a 64 | 60    |
| 84    | 55 a 59 | 40    |
| 76    | 50 a 54 | 76    |
| 84    | 45 a 49 | 100   |
| 112   | 40 a 44 | 108   |
| 92    | 35 a 39 | 80    |
| 76    | 30 a 34 | 52    |
| 64    | 25 a 29 | 104   |
| 76    | 20 a 24 | 60    |
| 52    | 15 a 19 | 88    |
| 68    | 10 a 14 | 56    |
| 64    | 5 a 9   | 84    |
| 88    | 0 a 4   | 64    |

## Economia
El 2007 la població en edat de treballar era de 1.473 persones, 1.062 eren actives i 411 eren inactives. De les 1.062 persones actives 964 estaven ocupades (550 homes i 414 dones) i 97 estaven aturades (35 homes i 62 dones). De les 411 persones inactives 160 estaven jubilades, 104 estaven estudiant i 147 estaven classificades com a «altres inactius».

### Ingressos
El 2009 a Châteauneuf-du-Rhône hi havia 924 unitats fiscals que integraven 2.241 persones, la mediana anual d'ingressos fiscals per persona era de 18.071 €.

### Activitats econòmiques
Dels 147 establiments que hi havia el 2007, 7 eren d'empreses extractives, 2 d'empreses alimentàries, 4 d'empreses de fabricació d'altres productes industrials, 18 d'empreses de construcció, 48 d'empreses de comerç i reparació d'automòbils, 3 d'empreses de transport, 12 d'empreses d'hostatgeria i restauració, 3 d'empreses d'informació i comunicació, 4 d'empreses financeres, 11 d'empreses immobiliàries, 16 d'empreses de serveis, 14 d'entitats de l'administració pública i 5 d'empreses classificades com a «altres activitats de serveis».
Dels 33 establiments de servei als particulars que hi havia el 2009, 1 era una oficina de correu, 6 tallers de reparació d'automòbils i de material agrícola, 1 establiment de lloguer de cotxes, 4 paletes, 3 guixaires pintors, 3 fusteries, 5 lampisteries, 2 electricistes, 1 perruqueria, 5 restaurants i 2 agències immobiliàries.
Dels 11 establiments comercials que hi havia el 2009, 2 eren supermercats, 2 grans superfícies de material de bricolatge, 2 fleques, 1 una carnisseria, 1 una botiga de roba, 2 botigues de material esportiu i 1 un drogueria.
L'any 2000 a Châteauneuf-du-Rhône hi havia 50 explotacions agrícoles que ocupaven un total de 1.240 hectàrees.

## Equipaments sanitaris i escolars
El 2009 hi havia 1 farmàcia i 1 ambulància.
El 2009 hi havia 1 escola maternal i 1 escola elemental.

## Poblacions més properes
El següent diagrama mostra les poblacions més properes.